# 亚历克斯·卡斯特罗
亚历克斯·卡斯特罗·索托（西班牙語：Alex Castro Soto；1963年1月24日—）是古巴的一个摄影师和工程师。他是古巴革命领袖菲德尔·卡斯特罗和第二任妻子达莉娅·索托·德尔·瓦莱的儿子。他出生于哈瓦那，在莫斯科国立大学获得工程学学位，专攻工业电子技术。不同于他的兄弟们，他没有从事政治或军事行业，而是选择成为摄像师，曾在古巴、巴拿马、墨西哥、塞浦路斯、西班牙、葡萄牙、法国、意大利和南非等国举办摄影展。
他为《格拉玛报》《起义青年报》《哈瓦那论坛》《工人》以及拉丁美洲通讯社工作，并担任古巴共和国主席办公室和古巴国家芭蕾舞团的官方摄影师，与路透社、安莎通讯社等通讯社合作。
作为古巴作家和艺术家全国联盟和古巴记者联盟的成员，2011年，他参与出版摄影集《用眼睛说话的古巴人》，书中还讲述了自己家庭的一些私人故事，描绘了加勒比岛国的生活方式和氛围；在书中，他提到：“我像普通人一样生活，是认识我的人提醒我每天都要以谦逊、平常的态度对待生活和人们”。该摄影集的巡展于12月至次年1月在意大利米兰、罗马和都灵展出，随后回到哈瓦那。
2012年7月5日—8月30日，他与画家弗朗科·阿齐纳里在哈瓦那的阿尔巴文化之家展出作品。展览“历史的面孔”以菲德尔·卡斯特罗为主题，展示了亚历克斯·卡斯特罗拍摄的20幅照片和阿齐纳里创作的20幅肖像画。